# 門真南駅

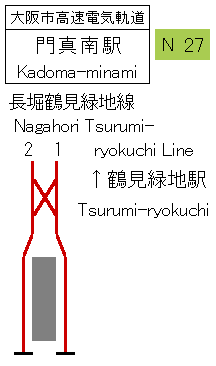
配線図

門真南駅（かどまみなみえき）は、大阪府門真市三ツ島三丁目にある大阪市高速電気軌道 (Osaka Metro) 長堀鶴見緑地線の終着駅。駅番号はN27。

## 概要
Osaka Metroの駅の中では最東に位置する（長田駅よりわずかに東）。また、門真市にあるOsaka Metroの唯一の駅である。
2033年度開業を目標とした、大阪モノレール本線門真市駅 - 瓜生堂駅（仮称）間の延伸が計画されており、当駅付近に接続駅となる「門真南駅」（仮称）が設置される計画となっている。

## 歴史
- 1997年（平成9年）8月29日：長堀鶴見緑地線鶴見緑地 - 当駅間延伸により開業。
- 2011年（平成23年）10月31日：可動式ホーム柵の使用を開始[注 1]。
- 2018年（平成30年）4月1日：大阪市交通局の民営化により、大阪市高速電気軌道 (Osaka Metro) の駅となる。

## 駅構造
島式ホーム（延長135 m、幅7.5 m）1面2線を有する地下駅である。改札口は京橋寄りの1ヵ所のみ。
当駅はドーム前千代崎管区駅に所属しており、横堤駅が管轄している。
地上で駐輪場（門真南駅南自転車駐車場）やバスターミナルに通じており、大阪シティバスの路線が発着している（詳細は後述）。

### のりば
| 番線 | 路線           | 行先                           |
| ---- | -------------- | ------------------------------ |
| 1・2 | 長堀鶴見緑地線 | 京橋・森ノ宮・心斎橋・大正方面 |

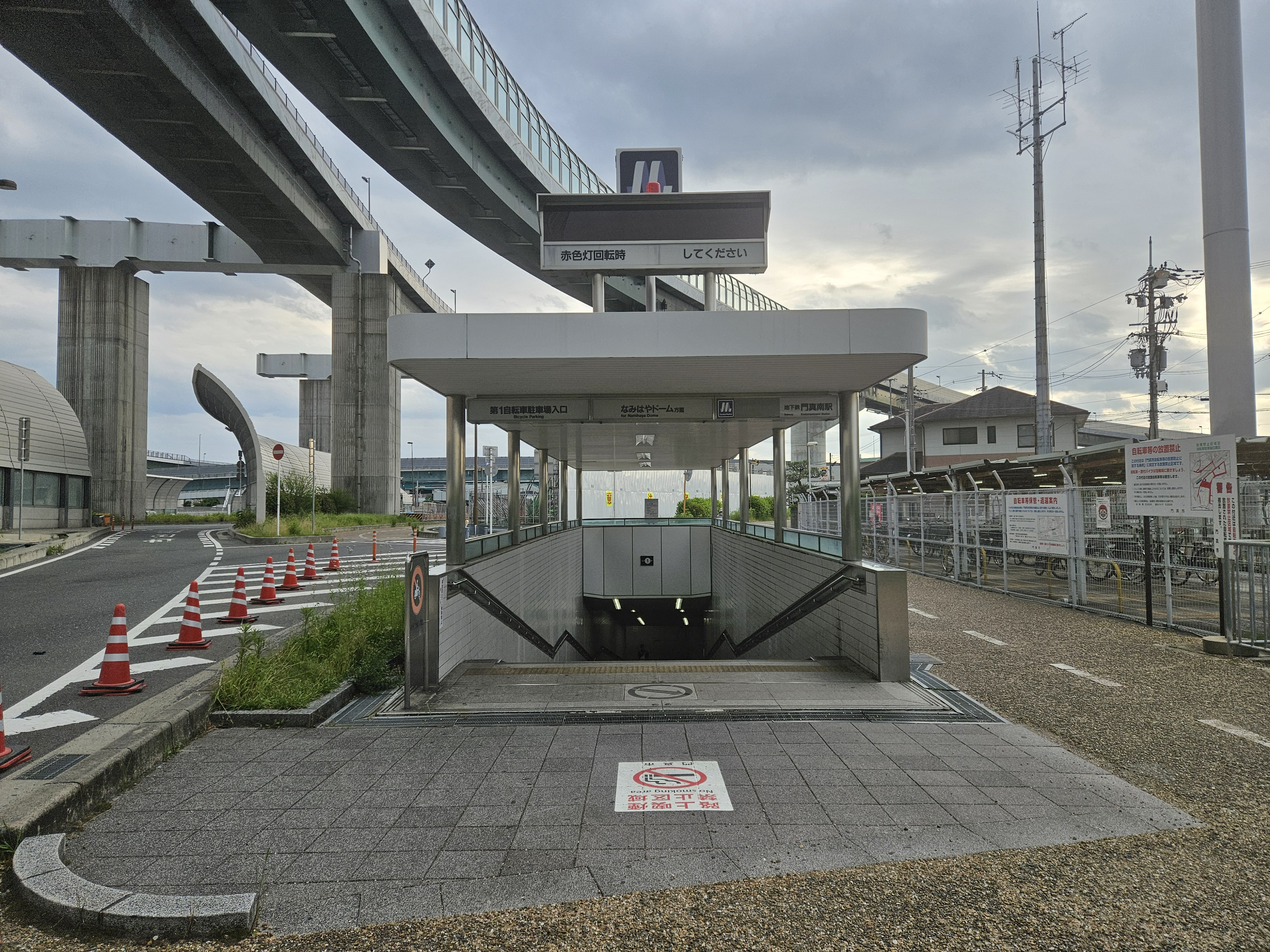
1号出入口（2025年5月）
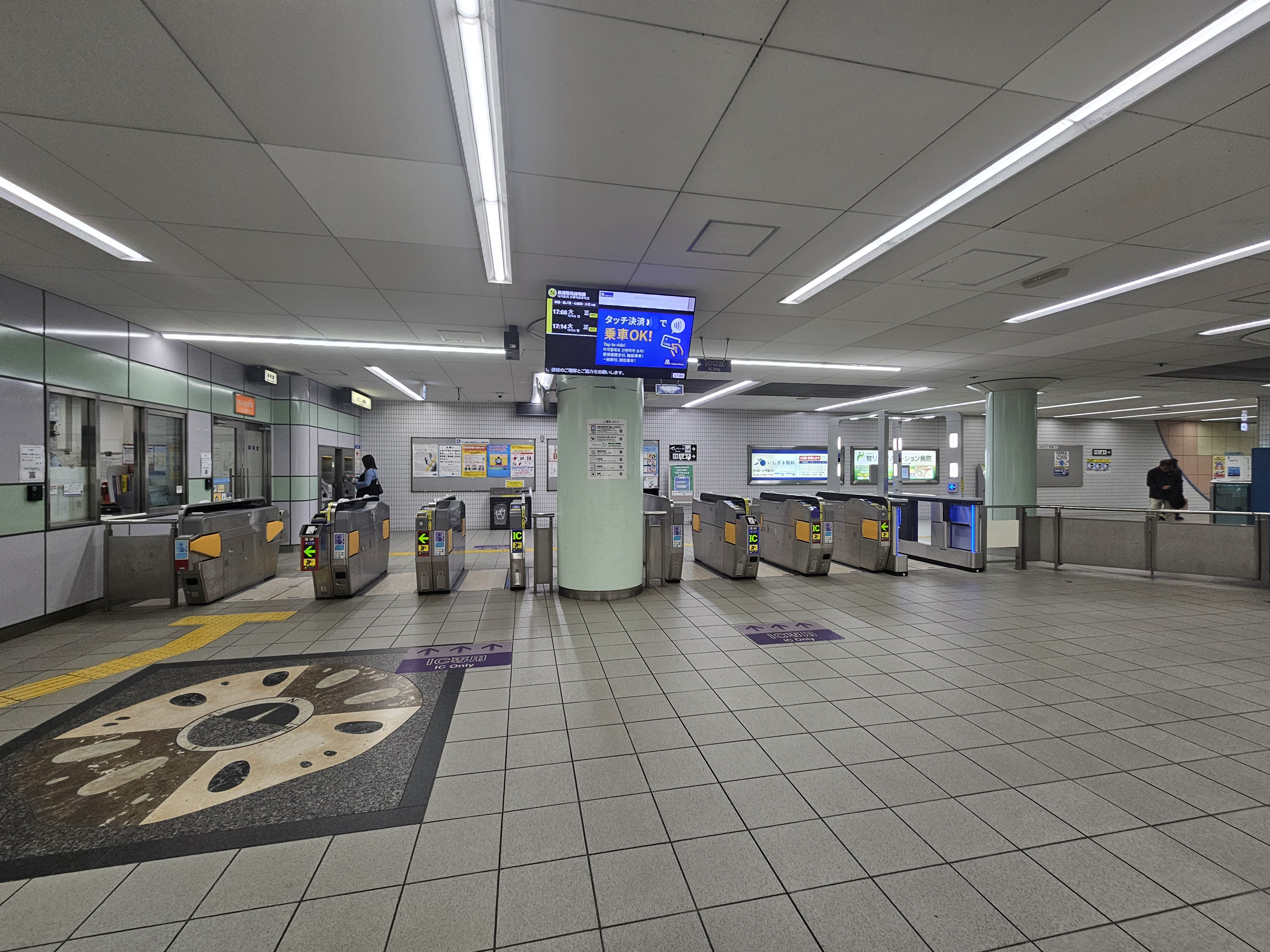
改札（2025年5月）
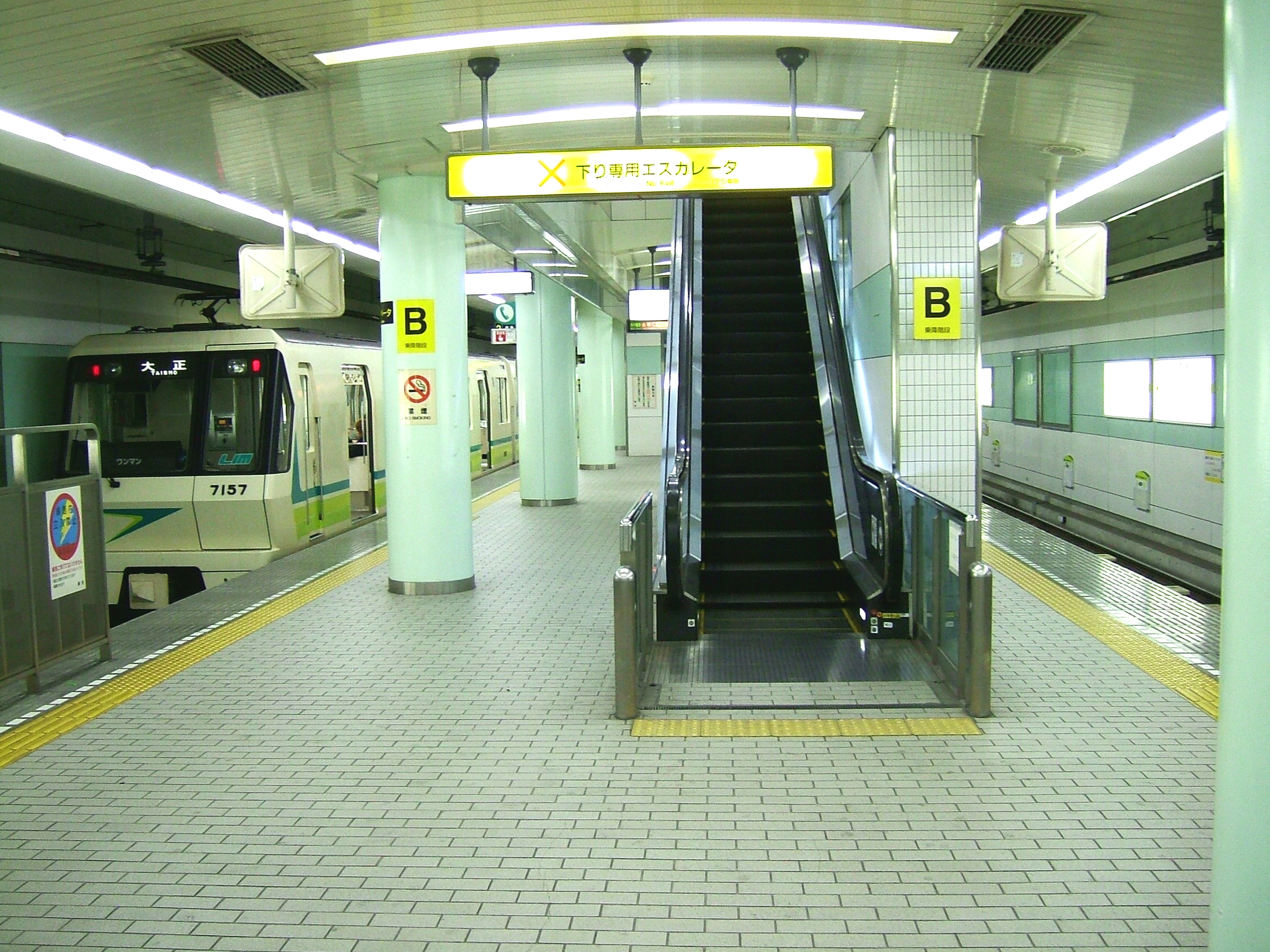
プラットホーム（2008年1月。ホームドア設置前）
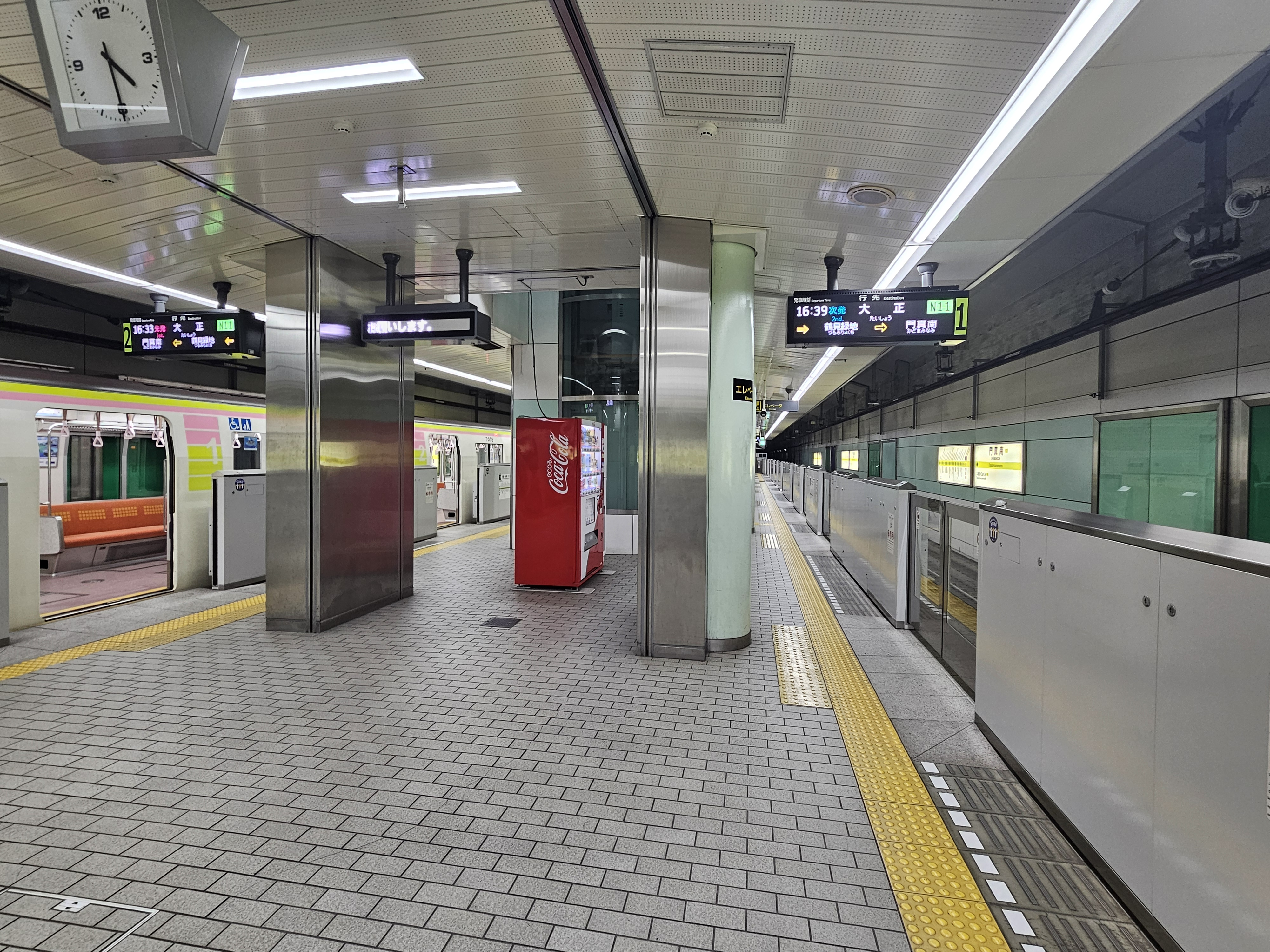
プラットホーム（2025年1月。ホームドア設置後）

### 駅のデザインテーマ
京橋 - 鶴見緑地間の各駅では花をモチーフにした内装が施されており、当駅のデザインテーマは「クスノキ」である。これは、当駅近くの三島神社にある天然記念物の「薫蓋樟（くんがいしょう）」というクスノキに因んでいる。駅のホームは、コンコースにあるモダンなクスノキの壁画や、天井部分に幾重にも縁取られた楕円状の段差、また改札口を入った所の床に嵌められたクスノキの年輪を模した方位タイルなどがデザインされている。なお、ステーションカラーはエメラルドグリーン。

### 出口
| 出口番号 | 出口周辺                                 | 備考             |
| -------- | ---------------------------------------- | ---------------- |
| 1        | 城北環境事業センター・環境事業局鶴見工場 |                  |
| 2        | 大阪府立門真スポーツセンター             | エレベーターあり |
| 3        |                                          |                  |
| 4        |                                          |                  |

## 利用状況
2024年11月12日の1日乗降人員は10,280人（乗車人員：5,127人、降車人員：5,153人）であり、長堀鶴見緑地線の駅では17駅中16位（松屋町駅に次いで少ない）。各年度の特定日利用状況は下表の通り。
| 年度               | 調査日   | 乗車人員 | 降車人員 | 乗降人員 | 出典          | 出典          |
| 年度               | 調査日   | 乗車人員 | 降車人員 | 乗降人員 | メトロ        | 大阪府        |
| ------------------ | -------- | -------- | -------- | -------- | ------------- | ------------- |
| 1998年（平成10年） | 11月10日 | 3,024    | 2,713    | 5,737    |               | [ 大阪府 1 ]  |
| 2007年（平成19年） | 11月13日 | 4,401    | 4,326    | 8,727    |               | [ 大阪府 2 ]  |
| 2008年（平成20年） | 11月11日 | 4,528    | 4,476    | 9,004    |               | [ 大阪府 3 ]  |
| 2009年（平成21年） | 11月10日 | 4,319    | 4,217    | 8,436    |               | [ 大阪府 4 ]  |
| 2010年（平成22年） | 11月09日 | 4,470    | 4,394    | 8,864    |               | [ 大阪府 5 ]  |
| 2011年（平成23年） | 11月08日 | 4,591    | 4,478    | 9,069    |               | [ 大阪府 6 ]  |
| 2012年（平成24年） | 11月13日 | 4,693    | 4,654    | 9,347    |               | [ 大阪府 7 ]  |
| 2013年（平成25年） | 11月19日 | 5,291    | 5,249    | 10,540   | [ メトロ 1 ]  | [ 大阪府 8 ]  |
| 2014年（平成26年） | 11月11日 | 5,270    | 5,224    | 10,494   | [ メトロ 2 ]  | [ 大阪府 9 ]  |
| 2015年（平成27年） | 11月17日 | 5,511    | 5,423    | 10,934   | [ メトロ 3 ]  | [ 大阪府 10 ] |
| 2016年（平成28年） | 11月08日 | 5,414    | 5,374    | 10,788   | [ メトロ 4 ]  | [ 大阪府 11 ] |
| 2017年（平成29年） | 11月14日 | 5,542    | 5,571    | 11,113   | [ メトロ 5 ]  | [ 大阪府 12 ] |
| 2018年（平成30年） | 11月13日 | 5,682    | 5,574    | 11,256   | [ メトロ 6 ]  | [ 大阪府 13 ] |
| 2019年（令和元年） | 11月12日 | 5,737    | 5,623    | 11,360   | [ メトロ 7 ]  | [ 大阪府 14 ] |
| 2020年（令和02年） | 11月10日 | 4,948    | 4,840    | 9,788    | [ メトロ 8 ]  | [ 大阪府 15 ] |
| 2021年（令和03年） | 11月16日 | 4,990    | 4,954    | 9,944    | [ メトロ 9 ]  | [ 大阪府 16 ] |
| 2022年（令和04年） | 11月15日 | 5,631    | 5,638    | 11,269   | [ メトロ 10 ] | [ 大阪府 17 ] |
| 2023年（令和05年） | 11月07日 | 5,433    | 5,417    | 10,850   | [ メトロ 11 ] | [ 大阪府 18 ] |
| 2024年（令和06年） | 11月12日 | 5,127    | 5,153    | 10,280   | [ メトロ 12 ] |               |

## 駅周辺
- 東和薬品RACTABドーム
- 大阪鶴見花き地方卸売市場
- 三井アウトレットパーク 大阪鶴見 - 2023年3月12日閉館
- まるとく市場門真南店
- ファッションセンターしまむら門真南店
- 中央環状線
- 門真運転免許試験場
- 牧リハビリテーション病院
- 門真ジャンクション
- 第二京阪門真インターチェンジ
- 三島神社
- 教信寺
- ラ・ムー 大東新田店

## バス路線
最寄の停留所は駅前ロータリーにある地下鉄門真南停留所。以下の路線を大阪シティバスが運行する。
2025年3月までは京阪バス、2009年3月までは近鉄バスの路線も乗り入れていた。後者については現在も近畿大学附属高等学校・中学校のスクールバスを乗り入れさせている。
- 36号系統：大阪駅前（地下鉄横堤から京橋北口までは長堀鶴見緑地線と並行する）

## 隣の駅
大阪市高速電気軌道 (Osaka Metro)
 長堀鶴見緑地線
鶴見緑地駅 (N26) - 門真南駅 (N27)
- ( ) 内は駅番号を示す。

### 記事本文